# 小山田和夫
小山田 和夫（おやまだ かずお、1952年 - ）は、日本の歴史学者。専門は、日本古代史。
研究テーマは、平安京の宗教的環境の形成、役行者伝承の成立、古代仏教史。

## 経歴
玉川大学文学部卒業。
立正大学大学院文学研究科史学科単位取得満期退学。
同大学講師、助教授を経て、立正大学文学部史学科教授、退職。

## 人物
- 東京都新宿区生まれ。
- 大学の講義では、主に学部1・2年生対象の「概説」や「研究方法論」などを担当した。

## 著書
- 『平安時代の生活と文化』史正会、1982
- 『三代実録係年史料集成』国書刊行会、1982
- 『日本古代史研究入門便覧稿』史正会、1985
- 『智証大師円珍の研究』吉川弘文館、1990
- 『図説日本教育の歩み』1990
- 『徳川家康おもしろ事典』紀行社、1990
- 『奈良時代史入門』私家版、1994
- 『入門史料を読む』吉川弘文館、1997
- 『文庫・新書で読む日本の書物（古代篇）』笠間書院、1997
- 『奈良時代の政治とその周縁』私家版、1998
- 『日本古代仏教文化史研究への道程（稿）』私家版、2000